# Capanga

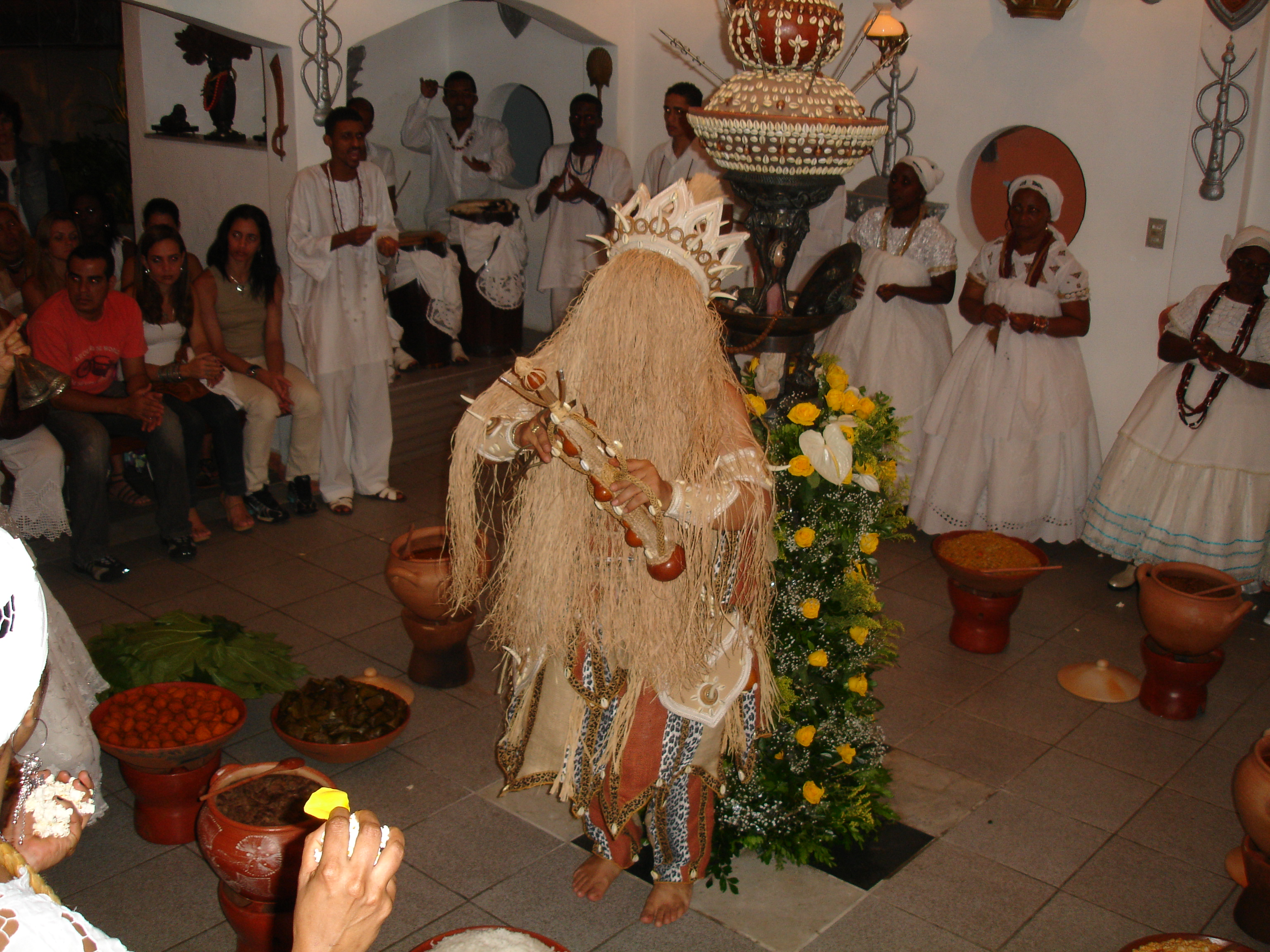
O orixá Omolu portando uma capanga (no seu lado esquerdo) no terreiro de candomblé Ilê Axé Ijino Ilu Oróssi

Capanga, bocó ou mocó é uma espécie de bolsa feita de couro de boi ou de búfalo, metais de variadas tonalidades como flandres, latão prateado e dourado e cobre e tecidos ornados de búzios e fio de contas. É utilizada para se guardar pequenas provisões. Também é um apetrecho típico da cultura afro-brasileira, sendo utilizada por vários orixás. Em sentido figurado, a palavra significa cúmplice.

## Etimologia
"Capanga" é proveniente do termo quimbundo kappanga. "Bocó" e "mocó" são provenientes do termo tupi mo'kó.

## Utilidades e finalidades
Hoje em dia, a capanga deixou de ser um objeto do candomblé utilizado para se guardar pós mágicos: é utilizada por homens modernos que não gostam de carteiras pequenas ou porta-documentos. Normalmente, elas são fabricadas em couro; as mais modernas e atuais são feitas com lona, material sintético e tecido ecológico. São usadas atualmente para se guardar cartões, talões de cheques e objetos grandes, como agendas eletrônicas, celulares, tablets entre outros. Algumas marcas famosas, como Tommy Hilfiger, Louis Vuitton, Prada, Gucci, Nitty Couros, entre outras, produzem capangas.